# Saga (romance)
Saga é um romance escrito por Érico Veríssimo e publicado em 1940.
O livro é uma reflexão sobre a guerra. O personagem principal, Vasco Bruno, é um brasileiro que se alista nas Brigadas Internacionais.
Narrado em primeira pessoa, como se fosse um "diário de experiências", que fala dos acertos e desacertos do protagonista, como combatente na Guerra Civil Espanhola. Depois de seu retorno da guerra, o personagem trava lutas psicológicas de adaptação à sociedade já em paz, que não ficou da forma em que ele e seus camaradas a tinham imaginado, e sim bem diferente e de uma forma imaginável anteriormente, e acaba por descobrir que só o contato com a terra poderá lhe devolver a paz e a tão sonhada felicidade, nas coisas simples e no retorno à natureza e longe da política e das ideologias políticas e  dos camaradas.
Devemos notar que o termo "saga", de conotação "anglo-saxônica(inglesa e/ou germânica)", sempre tem um "viés-real", diferente do que se emtende por "lenda" (que costuma ser de pura fantasia, e/ou imaginação do autor). Dizem os diversos entendidos em Literatura, nos compêndios universitários e acadêmicos, que Érico Veríssimo se inspirou no primeiro imperador brasileiro (Dom Pedro Primeiro de Órleans e Bragança) como o seu personagem fictício central, para escrever nesse livro; nas reflexões das guerras, escritas por esse autor. Pois, em Portugal, depois de suas lutas já como Pedro IV, e já coroada Dona Maria da Glória, suscessora e sua filha, quando morreu doente, o seu diário em Portugal como general foi publicado, tendo-se diversas passagens semelhantes ao do personagem central do seu livro.